# Bathytoshia brevicaudata
Bathytoshia brevicaudata ist die größte bekannte Stechrochenart und lebt auf dem Kontinentalschelf vor Südafrika, Mosambik und Indien, sowie an den gemäßigt temperierten und subtropischen Küsten Australiens und Neuseelands. 

## Merkmale
Bathytoshia brevicaudata kann eine Gesamtlänge von bis zu 4,30 Meter bei einem Scheibendurchmesser von 2,10 Meter und einem Gewicht von 350 kg erreichen, bleibt meist jedoch nur bei einer Gesamtlänge von 1,25 Meter. Die Oberseite ist glatt und graubraun oder blaugrau mit kleinen hellblauen Flecken auf den Brustflossen. Die Unterseite ist weiß. Der Schwanz hat eine dicke Basis und ist bei älteren Tieren kürzer als die Körperscheibe, bei Jungtieren ist er länger. Auf dem Schwanz trägt er meist zwei Giftstachel. Vor den Stacheln liegt eine Reihe dicker, langer Dornen.

## Lebensweise
Der Rochen lebt meist über sandigem oder schlammigem Grund von sehr flachem Wasser bis in Tiefen bis maximal 470 Metern (meist nur bis 200 Meter) und ernährt sich von Krustentieren, Muscheln, Vielborstern und Seeaalen. Die Art ist relativ gesellig. Von Tauchern wird sie als neugierig und nicht aggressiv beschrieben. Die Art ist wie alle Stechrochen ovovivipar. Im Uterus ernähren sich die Embryos zunächst vom Eidotter, dann von einer vom Uterus ausgeschiedenen schleimigen Flüssigkeit, die mit Fett und Proteinen angereichert ist. Bei der Geburt haben die Jungen einen Körperscheibendurchmesser von etwa 36 cm.

## Systematik
Die Rochenart wurde im Jahr 1875 durch den englischen Zoologen Frederick Wollaston Hutton unter der wissenschaftlichen Bezeichnung Trygon brevicaudata beschrieben, später dann der Gattung Dasyatis zugeordnet. Bei einer Mitte 2016 erfolgten Revision der Dasyatidae wurde die Art in die Gattung Bathytoshia gestellt. Dasyatis matsubarai ist ein weiteres Synonym von Bathytoshia brevicaudata.